# A szabadság filozófiája
A szabadság filozófiája Rudolf Steiner filozófiai alapműve, melyben a szabad akarat, az emberi szabadság, az ember és világ viszonyának kérdését tárgyalja. A könyv először 1893-ban jelent meg, Die Philosophie der Freiheit címen.
A szerző az elején a szabad akarat problémáját két részre osztja: a gondolat szabadsága, és a cselekvés szabadsága. Szerinte a belső szabadságot akkor érjük el, mikor áthidaljuk az űrt az észleléseink – melyek a világ külső megjelenését tükrözik – és a gondolati tevékenységünk – amely a világ belső szerkezetéhez vezet el – között. A külső szabadság akkor merül fel, amikor áthidaljuk az űrt képzeteink és a külső valóság kényszerei között, és tetteinket áthatja az, amit ő morális képzeletnek nevez. Steiner a külső és belső szabadságot egymást kiegészítő fogalmakként tekinti, és az igazi szabadság megvalósulását az egyesítésükben látja.

## A mű megjelenésének körülményei
A mű egy Rudolf Steiner által 1891-ben, a Rostocki Egyetemen, doktori disszertációként bemutatott ismeretelméleti tanulmány alapján íródott. A tanulmányt később Wahreit und Wissenschaft (Igazság és tudomány) címen könyvként adták ki.

## Fordítás
- Ez a szócikk részben vagy egészben  a   Philosophy of Freedom című angol Wikipédia-szócikk fordításán alapul.  Az eredeti cikk szerkesztőit annak laptörténete sorolja fel. Ez a jelzés csupán a megfogalmazás eredetét és a szerzői jogokat jelzi, nem szolgál a cikkben szereplő információk forrásmegjelöléseként.

## Magyarul
- A szabadság filozófiája. Egy modern világszemlélet alapelemei. Természettudományos módszer szerint végrehajtott lelki megfigyelési eredmények; ford. Dalmai Zoltán; Édesvíz, Bp., 1990 (Géniusz könyvek)